# Un dia perfecte per volar
Un dia perfecte per volar és una pel·lícula de l'any 2015 dirigida per Marc Recha i Batallé i protagonitzada per Sergi López, Marc Recha i Roc Recha. Rebé nou candidatures als Premis Goya de 2016.

## Argument
A prop de la costa en un paratge solitari, un nen fa volar un estel que el seu pare li ha construït. Però el vent bufa fort i l'estel s'enreda entre la vegetació i el nen necessita l'ajuda de l'adult per seguir jugant amb l'estel. Tots dos, enmig de la natura, començaran la narració d'un conte de milers d'episodis, una història protagonitzada per un gegant que sempre té gana, al qual posarà veu el pare, i amb el qual el petit entaularà una llarga conversa.

## Repartiment
- Sergi López i Ayats: adult
- Marc Recha i Batallé
- Roc Recha: nen